# Chaetodus
Chaetodus är ett släkte av skalbaggar. Chaetodus ingår i familjen Hybosoridae.

## Dottertaxa tillChaetodus, i alfabetisk ordning[1]
- Chaetodus allsoppi
- Chaetodus amazonicus
- Chaetodus asuai
- Chaetodus bolivianus
- Chaetodus brancuccii
- Chaetodus ciliatus
- Chaetodus columbicus
- Chaetodus datoi
- Chaetodus exaratus
- Chaetodus fraternus
- Chaetodus globosus
- Chaetodus hoffmanni
- Chaetodus humerosus
- Chaetodus irregularis
- Chaetodus jamesonae
- Chaetodus lacandonicus
- Chaetodus maquipucuna
- Chaetodus mimi
- Chaetodus mutilus
- Chaetodus nigrifrons
- Chaetodus noirregularis
- Chaetodus octocarinatus
- Chaetodus paucarae
- Chaetodus paulseni
- Chaetodus pax
- Chaetodus piceus
- Chaetodus platynotus
- Chaetodus ratcliffei
- Chaetodus rodolfo
- Chaetodus sagittarius
- Chaetodus smithi
- Chaetodus teamscaraborum
- Chaetodus tricarinatus
- Chaetodus venezolanus
- Chaetodus villosicollis